# 49448 Macocha
49448 Macocha è un asteroide della fascia principale. Scoperto nel 1998, presenta un'orbita caratterizzata da un semiasse maggiore pari a 2,5445272 UA e da un'eccentricità di 0,2093426, inclinata di 9,32399° rispetto all'eclittica.